# Levy Berzotas
Levy Berzotas es una serie creada por Raf en 1953 para la revista "La Risa". Prototipo del avaricioso, igual que "Don Usurio" o "Don Tacañete", Levy Berzotas destaca por ser uno de los escasos personajes de la Escuela Bruguera con connotaciones racistas.
Vestido completamente de negro y con bombín, posee barba y nariz ganchuda, como corresponde al estereotipo del judío. 